# Песочня (Селижаровский район)
Песочня — деревня в Селижаровском муниципальном округе Тверской области.

## География
Деревня расположена на берегу реки Песочня в 24 км на юго-запад от районного центра Селижарово. 

## История
В 1775 году на погосте Песочня была построена каменная Христорождественская церковь с 3 престолами. 
В конце XIX — начале XX века погост Песочня входил в состав Дмитровской волости Осташковского уезда Тверской губернии. 
С 1929 года деревня входила в состав Дмитровского сельсовета Селижаровского района Великолукского округа Западной области, с 1935 года — в составе Калининской области, с 1994 года — в составе Дмитровского сельского округа, с 2005 года — в составе Дмитровского сельского поселения, с 2020 года — в составе Селижаровского муниципального округа.
В 1990-е годы к деревне Песочня присоединена упраздненная деревня Большое Бурцево, располагавшаяся на южном берегу реки Песочня.

## Население
| 1859 | 2002 | 2010 |
| ---- | ---- | ---- |
| 32   | ↗96  | ↘85  |

## Достопримечательности
В деревне расположена недействующая Церковь Рождества Христова (1775).